# بابکوک اند ویلکاکس
بابکوک اند ویلکاکس (انگلیسی: Babcock & Wilcox) یک شرکت فناوری انرژی آمریکایی است که دفتر مرکزی آن در شارلوت واقع در ایالت کارولینای شمالی قرار دارد.

## بابکوک اند ویلکاکس در ایران
شرکت بابکوک اند ویلکاکس در سال ۱۲۷۴ خورشیدی دیگ‌های بخار کارخانه قندسازی کهریزک را تأمین کرد، ماشین‌آلات چغندر خردکنی، پختن شیره و پالایش قند نیز از کارخانۀ باکائوولف آلمان خریداری شد.

## شرکت‌های مرتبط
- آزمایشگاه ملی لارنس لیورمور
- آزمایشگاه ملی آیداهو